# Olga Sławska-Lipczyńska
Olga Sławska-Lipczyńska, właściwie Olga Prorubnikow-Lipczyńska (ur. 2 czerwca 1915 we Lwowie, zm. 29 kwietnia 1991 w Poznaniu) – artystka baletu, pedagog tańca, założycielka Państwowej Szkoły Baletowej w Poznaniu.

## Życiorys
Urodziła się we Lwowie jako Olga Prorubnikow. Występowała jednak pod pseudonimem Olga Sławska. Absolwentka szkoły baletowej przy Teatrze Wielkim w Warszawie, gdzie w latach 1932–1937 była tancerką.  Błyskotliwą karierę artystyczną rozpoczęła od zdobycia Złotego Medalu na Międzynarodowym Konkursie Tańca w Warszawie w 1933 roku. Od 1935 roku primabalerina Teatru Wielkiego, a w latach 1937–1939 primabalerina Polskiego Baletu Reprezentacyjnego.
Krótko przed II wojną światową została narzeczoną zamożnego przemysłowca i senatora II RP, Tadeusza Karszo-Siedlewskiego, który zapisał jej w testamencie cześć swojego majątku. Po jego śmierci w jednym z bombardowań Warszawy w 1939 roku odziedziczyła m.in. Zakłady Przemysłowe K.R. Vetter w Lublinie oraz willę Mon Plaisir w Błotach. W 1941 roku wyszła za mąż za Michała Lipczyńskiego. Ze związku tego urodzili się jej trzej synowie: Grzegorz, Paweł i Piotr.
Po wojnie w 1946 roku zawarła ugodę sądową z rodziną Karszo-Siedlewskich dotyczącą podziału majątku po Tadeuszu Karszo-Siedlewskim. Wycofała się z pracy na scenie, a poświęciła się pracy pedagogicznej. Najpierw uczyła w Liceum Choreograficznym w Gdańsku. W latach 1951–1973 była pedagogiem i kierownikiem artystycznym Państwowej Szkoły Baletowej w Poznaniu.
Olga Sławska-Lipczyńska pochowana jest na cmentarzu komunalnym Miłostowo w Poznaniu (pole 4, kwatera prawosławna).

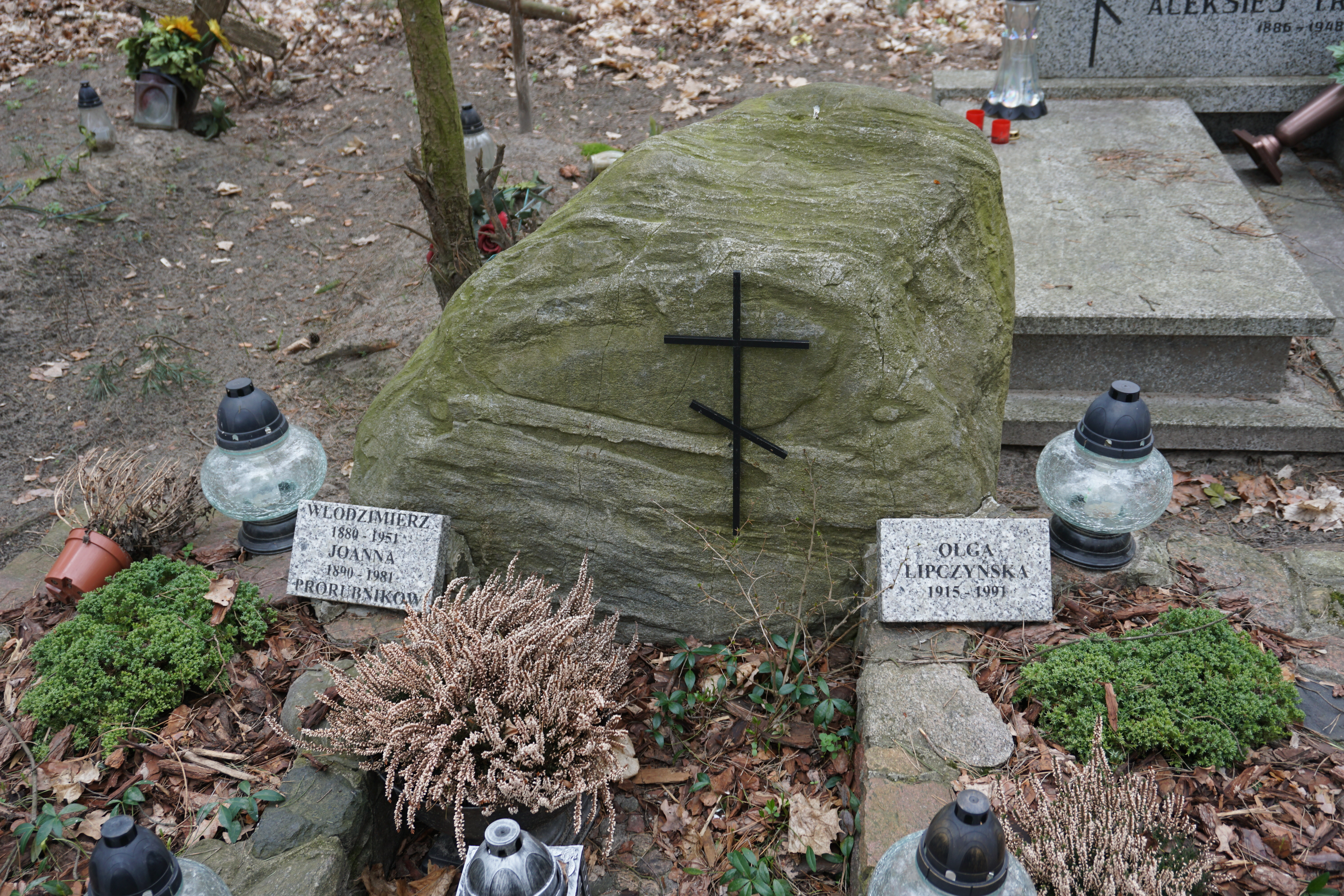
Grób Olgi Sławskiej-Lipczyńskiej na cmentarzu Miłostowo w Poznaniu

## Upamiętnienie
- Od 1991 jej imię nosi Ogólnokształcąca Szkoła Baletowa w Poznaniu (wcześniej Państwowa Szkoła Baletowa w Poznaniu)[1].
- Jedna z ulic w Poznaniu na Strzeszynie nosi imię Olgi Sławskiej-Lipczyńskiej.